# 諶怡君
諶怡君（1993年9月12日—）為臺灣女子籃球運動員，場上位置為中鋒，出身大成國中，曾被治平國中延攬，但諶怡君不想太早被綁住而作罷，直到高中才前往治平高中就讀，高二下才正式接觸了籃球，曾在HBL舞臺單場抓下二十個籃板，大學礙於距離選擇就讀公開二級銘傳大學，放棄掉進入佛光大學的機會，2015年重考考進公開一級世新大學，同年當選瓊斯盃中華白國手以及籃網球國手。

## 外部連結
- 諶怡君在Eurobasket.com（球員）（英语）